# Hassing Herred
Hassing Herred var et herred i det tidligere Thisted Amt. Fra 1970-2006 var området del af Viborg Amt .
Hassing Herred hørte i middelalderen til Thysyssel senere kom det under Ørum Len, og fra 1660 under Ørum Amt og Vestervig Amt. Disse blev i 1661 slået sammen, og i 1664 også sammen med Dueholm Amt (Mors). I 1793 sammenlagdes de med Vester Han Herred til Thisted Amt
Flg. sogne ligger i Hassing Herred (efter hvert sogn er nævnt, hvilken kommune dette sogn kom til at tilhøre efter Kommunalreformen i 1970):
- Bedsted Sogn (Sydthy Kommune)
- Grurup Sogn (Sydthy Kommune)
- Harring Sogn (Thisted Kommune)
- Hassing Sogn (Sydthy Kommune)
- Hvidbjerg Vesten Å Sogn (Sydthy Kommune)
- Hørdum Sogn (Sydthy Kommune)
- Hørsted Sogn (Thisted Kommune)
- Lodbjerg Sogn (Sydthy Kommune)
- Skyum Sogn (Sydthy Kommune)
- Snedsted Sogn (Thisted Kommune)
- Stagstrup Sogn (Thisted Kommune)
- Sønderhå Sogn (Thisted Kommune)
- Villerslev Sogn (Sydthy Kommune)
- Visby Sogn (Sydthy Kommune)
- Ørum Sogn (Sydthy Kommune)